# Promynoglenes minuta
Promynoglenes minuta là một loài nhện trong họ Linyphiidae.
Loài này thuộc chi Promynoglenes. Promynoglenes minuta được A. David Blest & Cor J. Vink miêu tả năm 2002.